# Pseudaphycus griseus
Pseudaphycus griseus är en stekelart som beskrevs av De Santis 1947. Pseudaphycus griseus ingår i släktet Pseudaphycus och familjen sköldlussteklar. Inga underarter finns listade i Catalogue of Life.